# Erich Peter Wohlfarth
Erich Peter Wohlfarth (* 7. Dezember 1924 in Gleiwitz; † 16. März 1988 in London) war ein deutsch-britischer Physiker, der sich mit Magnetismus befasste.

## Werdegang
Wohlfarth war der Sohn eines Oberlandesgerichtsrats in Breslau, der 1933 aufgrund der Machtübernahme der Nationalsozialisten und politischer Verfolgung mit seiner Familie nach England ging. Wohlfarth studierte Physik an der University of Leeds mit dem Bachelor-Abschluss 1946 und der Promotion 1948 (Ph.D.) bei Edmund Clifton Stoner. Ab 1948 lehrte er am Imperial College London als Lecturer in Mathematik, ab 1956 als Reader für Angewandte Mathematik und ab 1964 als Professor für Theorie des Magnetismus.
Er war Gastprofessor an der Iowa State University (1966), an der Universität Grenoble (1973/74), an der Ruhr-Universität Bochum (1978) und der TU Wien (1978/79) sowie Gastwissenschaftler am Forschungszentrum von General Electric in Schenectady (1979).
Wohlfarth wandte das Stoner-Modell des Ferromagnetismus seines Lehrers Stoner (von 1938/39) an. In Deutschland wird es manchmal deshalb auch nach beiden benannt. Das Stoner-Wohlfarth-Modell (1948) ist davon zu unterscheiden, es behandelt den Magnetismus eines Ensembles oder Einzelexemplare zufällig orientierter ferromagnetischer Ein-Domänen-Nanokristalle.
Er wandte das Stoner-Modell auf ferromagnetische Legierungen an (Rhodes-Wohlfarth-Plot), auf schwache und heterogene Band-Ferromagnete und befasste sich mit magnetischen Materialien und Werkstoffen und verschiedenen Anwendungsfragen von Ferromagneten, mit Spinwellen und mit Eigenschaften kleiner Magnete.
1957 erhielt er einen D. Sc. an der Universität Leeds. 1988 wurde er Ehrendoktor der TU Wien. Er war Fellow des Institute of Physics und des IEEE. Er war Gründer und erster Vorsitzender der Sektionen Magnetismus beim Institute of Physics und bei der Europäischen Physikalischen Gesellschaft.

## Schriften
- Herausgeber: Ferromagnetic materials. A handbook on the properties of magnetically ordered substances. North Holland 1980 bis 1990 (später als Handbook of Magnetic Materials)
- mit Stoner: A mechanism of magnetic hysteresis in heterogeneous alloys. In: Philosophical Transactions of the Royal Society A: Physical, Mathematical and Engineering Sciences. Band 240, 1948, S. 599–642 (Stoner-Wohlfarth-Modell).